# Schism
Schism – utwór amerykańskiego zespołu rockowego Tool i zarazem pierwszy singel wydany do trzeciego albumu tego zespołu pt. Lateralus. Za ten utwór Tool otrzymał w roku 2002 nagrodę Grammy w kategorii "Najlepsze wykonanie - Metal".

## Schism DVD
Schism – wersja DVD tego singla zawiera teledysk do Schism, podwójny komentarz Davida Yowa oraz remix Lustmorda. Ta wersja singla została wydana razem z innym singlem zespołu- Parabola, w dniu 20 grudnia 2005. Teledysk składa się z połączonych utworów Mantra oraz Schism, gdzie ten pierwszy stanowi wstęp do utworu głównego.

## Lista utworów
CD
1. Schism - 6:46

DVD
1. Schism (Teledysk) - 7:29
2. Schism (komentarz) - 7:29
3. Schism (Lustmord Remix) - 20:13

## Skład
- Danny Carey - perkusja
- Justin Chancellor - gitara basowa
- Adam Jones - gitara, dyrekcja artystyczna
- Maynard James Keenan - wokal